# مستحرات مكورة
المستحرات المكورة (الاسم العلمي: Thermococcaceae) هي فصيلة من العتائق تتبع رتبة المستحريات المكورة من طائفة المستحراوات المكورة.

## أجناس
- مستحرة مكورة